# Перевитск
Перевитск — древний город в Рязанском княжестве на высоком берегу Оки. Городище расположено близ деревни Перевицкий Торжок в Луховицком районе Московской области.

## История
Впервые упомянут в Воскресенской летописи в 1381 году в приложенном к ней «Списке русских городов дальних и ближних». Однако по данным раскопок есть основания полагать, что он возник и пережил свой расцвет ещё ранее. Предположительно, был построен в XI веке на месте более раннего славянского поселения X века. 
Находясь на дороге из Рязани в Коломну, Перевитск, вероятно, пострадал от нашествия Батыя, а также от последующих московско-рязанских войн. В битве под Перевитском рязанцы в 1385 году наголову разбили москвичей, направлявшихся в Рязанскую землю после нападения Олега Ивановича на Коломну. Дальнейшие упоминания Перевитска встречаются в 1483 году, когда рязанский князь Фёдор Васильевич получил его в удел от отца, в 1496 и 1504 годах.
В 1551 году деревянные укрепления Перевитска были разобраны и использованы для быстрого возведения крепости Свияжск. Туда же был переведён и гарнизон Перевитска, принявший затем участие во взятии Казани. Перевитский кремль пришёл в запустение, однако сохранился его посад, ставший со временем деревней Перевицкий Торжок. В XVI—XVIII веках существовал Перевицкий стан Рязанского уезда.

## Городище
Городище древнерусского Перевитска, сохранившее по всему периметру мощные валы высотой до 7 метров, находится к востоку от села на берегу Оки. В 2015 году на месте древнего города установлен памятный камень. По соседству с основным городищем Перевитска чуть выше по течению находится городище Маковище, оставшееся от Перевицкого Троицкого монастыря (XV—XVIII века). Ещё выше по течению на Бастановой горе находится городище Перевитское-2, являвшееся одним из укреплённых форпостов Перевитска. Южной укреплённой заставой Перевитска являлось городище в селе Алпатьево, расположенное в 6 км ниже по течению.